# Bucht von Amatique
Die Bucht von Amatique (spanisch Bahía de Amatique, Bahia Honduras, Golfo de Amatique, Gulf of Amatique, Honduras Bay) ist eine Bucht des Golfs von Honduras in der Karibik. Die Bucht wird von Belize und Guatemala begrenzt.

## Geographie
Die Bucht ist nach einem alten Namen des Ortes Santo Tomás de Castilla benannt. Der Ort entstand durch spanische Siedler. Die Bucht umfasst eine Fläche von ca. 880 km² und ist nirgends tiefer als 20 m.
Im Südosten teilt die Halbinsel Punta de Manabique die Bucht vom Golf von Honduras ab. Im Südosten läuft die Bucht aus in der Bajo de Ox Tongue, kleine Seitenbuchten sind die Bahía de Santo Tomás de Castilla im äußersten Süden und die Bahia de la Graciosa im Osten mit der Laguneta de Machacas und der Laguna Santa Isabel.
An den Küsten liegen die größeren Ortschaften Puerto Barrios, Santo Tomás de Castilla, Livingston und Punta Gorda.
Río Dulce, Río Sarstún, Río Timax und Moho River sind die bedeutendsten Flüsse, die in die Bucht münden. Der Río Dulce bildet kurz vor seiner Mündung noch den See El Golfete.